# 達仁鄉
達仁鄉（排灣語：Tadren）位於中華民國臺東縣最南端，西南鄰屏東縣牡丹鄉，西與屏東縣春日鄉相連，西北與屏東縣來義、泰武兩鄉接壤，北接金峰鄉，東北連太麻里鄉，東臨太平洋與大武鄉。鄉內人口約有3千多人，是臺東縣人口最少的行政區。族群結構上主要為臺灣原住民族，並以排灣族為最多，地方通行語為排灣語。
達仁鄉的經濟產業主要為農業，生產小米、芋頭、玉米、花生、香菇等農作物。交通上有台9線與臺鐵南迴線貫穿，是北方臺東市區與西方屏東縣枋山鄉楓港之間的交通要道。

## 歷史
達仁鄉為排灣族原住民的活動範圍，在清朝時期為阿塱衛社的聚居地，其中以安朔村為最大，而「安朔」（阿朗壹 Aljungic）在排灣族語中便是指「最多人的社」。
日治時期，日本將本鄉原住民劃分為土哇巴樂（土坂）、大板鹿（台坂）、大里力（森永）、就卡固來、阿塱衛（安朔）等五個社，先後劃歸台東廳大武支廳、台東郡管理，並在各社直接派駐警察處理行政、教育、衛生等日常政務。
戰後之初劃歸臺東縣大武鄉，1946年自大武鄉分治。當時官派之台東縣長建議鄉名為「大仁鄉」，可與大武鄉保持有淵源關係之意涵，但未被地方人士接納，認為「大」字難脫與大武鄉的臍帶關係，有無法獨立之感。當時首任官派鄉長葛良拜審酌上級與地方意見，將「大」改為「達」，經代表會決議後，轉呈台東縣政府核備。

## 人口
根據臺東縣太麻里戶政事務所及臺東縣政府民政處統計，2024年底達仁鄉戶數約1.4千戶，人口約3.4千人，是臺東縣人口最少的行政區。鄉內人口最多與最少的村分別是土坂村與南田村，2024年底兩村人口分別為1,007人與341人。

## 政治

### 歷任首長
| 葛良拜 第1,2屆 | 宋新貴 第3屆 | 王光輝 第4,5屆 | 王川山 第6,7屆 | 宋春雄 第8,9屆 | 董進輝 第10,11屆 | 王光清 第12,13屆 |
| -------------- | ------------ | -------------- | -------------- | -------------- | ---------------- | ---------------- |
| 包世晶 第14屆 | 張金生 第15屆 | 包世晶 第16屆解職 | 王光清 第16屆補選 | 王光清 第17屆 | 陳新輝 第18,19屆 |
| ------------- | ------------- | ----------------- | ----------------- | ------------- | ---------------- |

### 鄉政組織
達仁鄉公所是達仁鄉最高層級的地方行政機關，在中華民國政府架構中為鄉自治的行政機關，同時負責執行縣政府及中央機關委辦事項，達仁鄉的自治監督機關為臺東縣政府。鄉長由全體鄉民直接選舉產生，任期為四年，可連選連任一次。達仁鄉公所並置鄉政會議，為鄉政最高決策機構，在鄉長之下，設有4課2室等6個內部單位及3個附屬機關。
達仁鄉民代表會是達仁鄉的最高民意機關，代表達仁鄉全體鄉民立法和監察鄉政。鄉民代表由公民直選選出，任期為四年，可連選連任。達仁鄉民代表會共有7位鄉民代表，分別為第一選區2席鄉民代表、第二選區2席鄉民代表、第三選區3席鄉民代表，主席、副主席由7位鄉民代表互選產生。

### 行政區劃
以下列出的「村」屬於行政區劃，因此村內可能有數個部落。
- 臺坂村（位於臺坂溪流域）：
  - 臺坂部落（Tjuaqau，大狗）
  - 嘉發那部落（Tjuvavanaq）
  - 加滿額斯部落（Tjuamanges）
  - 拉里巴部落（Larepaq）
- 土坂村（位於大竹高溪流域）：

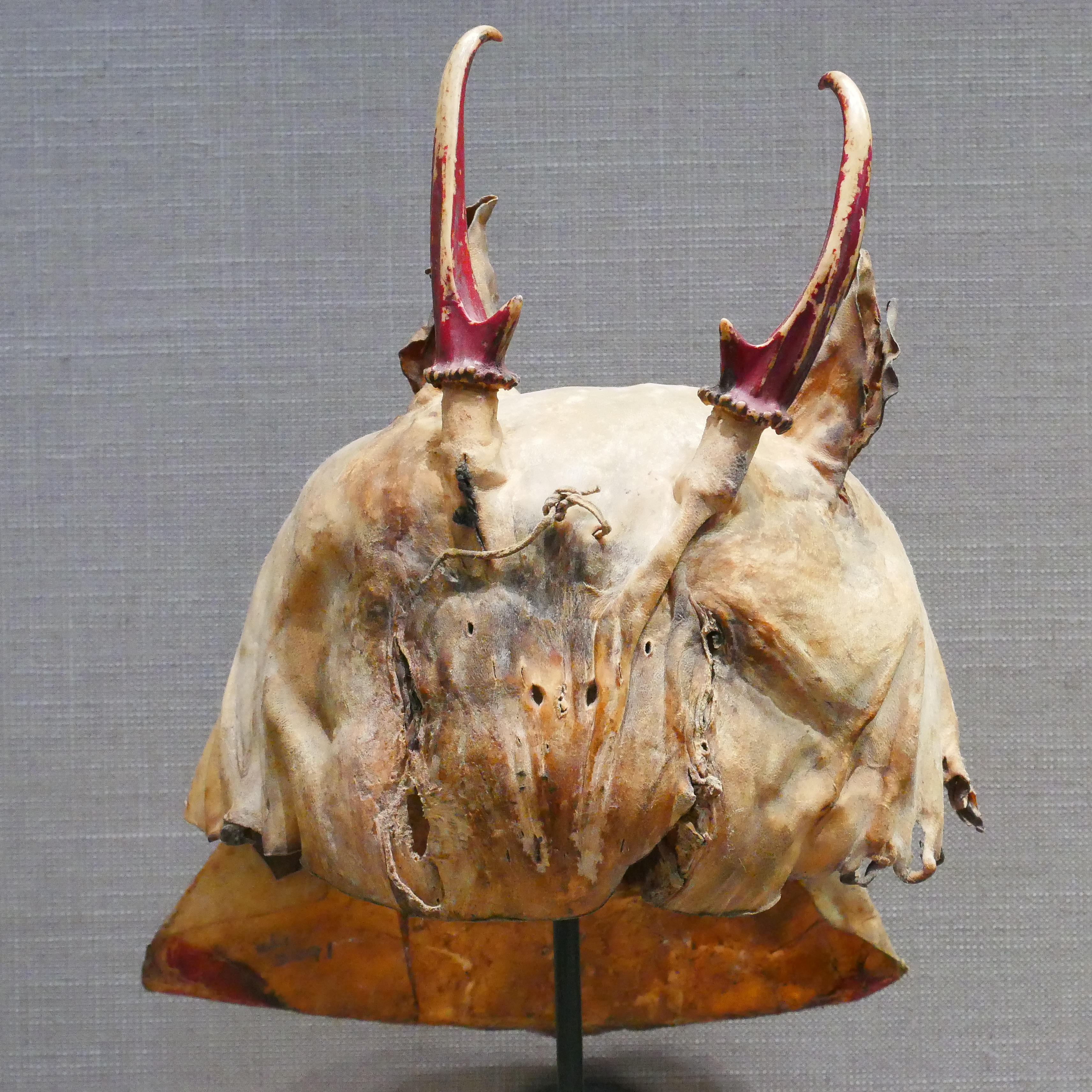
巴里布該社山羌頭皮帽

  - 新興部落（Dralendren / Tjuwavangas，他巴卡斯）
  - 土坂部落（Tjuabal，土阿巴魯）：
    - 巴里布該部落（Palivungai）：1951年併入土坂。
    - 大谷部落（Tjalilig，塔利利庫）：1951年～1955年部分併入土坂。
      - 吉那發力樣部落（Kinavaliyan）
- 新化村（位於巴塱衛溪流域）：
  - 新化部落（Sinka / Tjukakuljai，就卡固來）：1951年～1955年併入轄下三部落。
    - 阿烏福蘭部落（Qaquvuljan）
    - 大茅茅部落（Tjivavau）
    - 姑子崙部落（Kuvaleng）
- 安朔村（位於阿塱衛溪流域）：鄉行政中心。
  - 安朔部落（'Aljungic，阿塱衛）
  - 達仁部落（Tadren）
- 森永村（位於五福谷溪流域）：
  - 森永部落（Mulinaga）：1951年～1955年由部分大谷部落建立。
- 南田村（位於楓港溪流域）：
  - 南田部落（Seljupetje，斯路博吉）：1955年由部分土坂部落建立。

| 達仁鄉行政區劃                            |
| 台坂村 土坂村 新化村 安朔村 森永村 南田村 |

## 教育

### 國民小學
- 臺東縣立台坂國民小學
- 臺東縣立土坂國民小學
- 臺東縣立安朔國民小學
  - 新化分校
  - 森永分班（1999年裁撤）
  - 南田分班（1986年裁撤）

## 交通

### 公路
省道
- 台9線：（南迴公路）
  - 台9戊線（南迴公路舊線）
- 台26線（僅通至下南田）

縣道
- 縣道199號

## 旅遊
| - 土坂吊橋 - 姑子崙吊橋 - 中華民國農業部 - 大武山自然保留區 - 大武事業區台灣穗花杉自然保留區 - 大武臺灣油杉自然保護區 | - 浸水營古道 - 阿朗壹古道 - 南田海岸 |

## 特產
| - 台灣絨螯蟹 - 台灣油杉 - 羊奶頭 - 蝴蝶蘭 | - 南田石 - 小米 - 樹豆 - 花生 |

## 外部連結
- 達仁鄉公所 （页面存档备份，存于）